# Listă de animale dispărute din Asia
Aceasta este o listă de specii de animale dispărute din arealul geografic al Asiei.

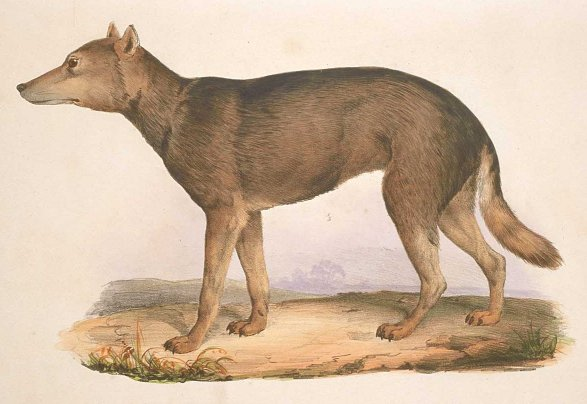
Lupul din Honshū. Ilustrație din ,,Fauna Japonica"(1833)

- Lupul din Honshū. Ilustrație din ,,Fauna Japonica"(1833)Tigru caspic

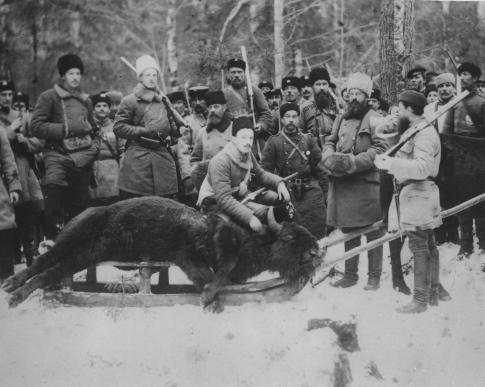
Zimbru caucazian

- Tigru balinez
- Baiji
- Lupul din Hokkaidō
- Lupul din Honshū
- Mamut
- Bour
- Leul de mare japonez
- Tigrul javanezZimbru caucazian
- Leopard de copac din Formosa
- Struțul sirian
- Zimbrul caucazian